# Chuck Billy
Chuck Billy (Contea di Alameda, 23 giugno 1962) è un cantante statunitense, membro del gruppo thrash metal Testament dal 1986.

## Biografia

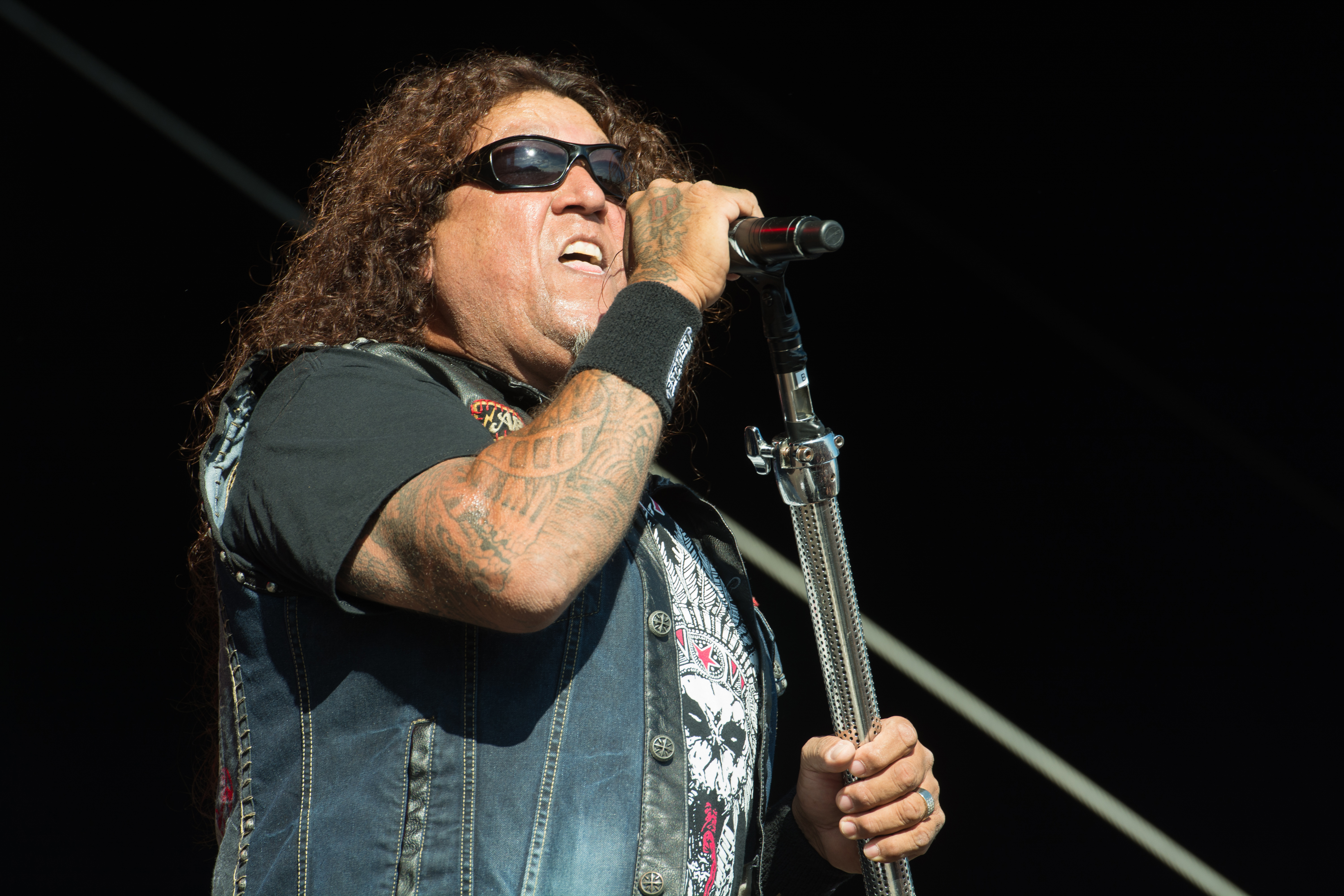
Chuck Billy dal vivo con i Testament nel 2016

Nativo americano, appartenente al popolo Pomo, proveniente dal nord della California, assieme al chitarrista e leader del gruppo Eric Peterson è l'unico membro originario rimasto dall'uscita del primo disco, The Legacy (1987).
Dotato di una voce molto potente ed aggressiva, il suo stile ha subito un radicale cambiamento negli anni. Negli anni ottanta (considerati "epoca d'oro" dei Testament) aveva una voce rauca ma più incentrata sugli acuti e anche una timbrica pulita (specie in brani come The Legacy e Return To Serenity), mentre col passare degli anni (a partire da Low, album pubblicato nel 1994) la band ha incorporato elementi death metal nel suo stile e Chuck ha diversificato il suo canto introducendo toni growl.
Chuck ha sempre sostenuto la causa dell'integrazione degli indiani d'America nella società ed è fiero delle sue origini nativo-americane (due brani dei Testament, Trail of Tears e Allegiance, sono un tributo di Chuck al suo popolo). Prima di far parte dei Testament ha militato in diversi gruppi heavy metal della bassa California.
Dopo il tour mondiale "Riding The Snake" per promuovere l'album The Gathering, subì un intervento e una lunga degenza per seminoma, una forma di tumore maligno che normalmente colpisce le cellule germinali del testicolo e più raramente quelle del mediastino, come nel caso di Billy: il suo tumore riguardò infatti i polmoni ed il cuore.
Ciò ha costretto la band a un lungo periodo di pausa, spezzato solo nel 2001 dalla pubblicazione di First Strike Still Deadly, album di pezzi ri-registrati provenienti dai primi due dischi, che ha visto il ritorno momentaneo di Alex Skolnick alla chitarra e di John Tempesta alla batteria.
Il suo cancro venne curato con successo e nell'agosto del 2001, gli amici di Billy organizzarono un concerto di beneficenza in suo onore per aiutarlo nelle spese mediche.
Fu intitolato Thrash of the Titans, e vi presero parte gruppi Thrash provenienti dalla Bay Area tra cui i Vio-lence, i Death Angel, gli Exodus, gli Heathen, ed altri.
Lo show è stato anche una riunione dei Legacy, con Steve Souza alla voce, e l'ex chitarrista Alex Skolnick, che non aveva più suonato con la band dal 1992 e Greg Christian.
Oltre ai Testament, Chuck ha cantato dei brani nei due album solisti del chitarrista James Murphy e ha partecipato ad un tour recente con gli Exodus.
Nel 2006 Billy ha dato la voce per la canzone Crazy dei Sadus e, insieme ad altri musicisti, ha cantato nella cover di Fear of the Dark degli Iron Maiden per l'album di tributo Numbers from the Beast.
Ha un fratello, Eddie, che suonò il basso nella band thrash metal, ormai sciolta, dei Vio-Lence. Con questo, e con il cugino Andy Billy, Chuck nel 2007 ha inciso un disco con i Dublin Death Patrol, che ha la "particolarità" di avere come cantante oltre al già citato Chuck, il primo cantante dei Testament e poi più noto come singer degli Exodus Steve "Zetro" Souza.

## Discografia

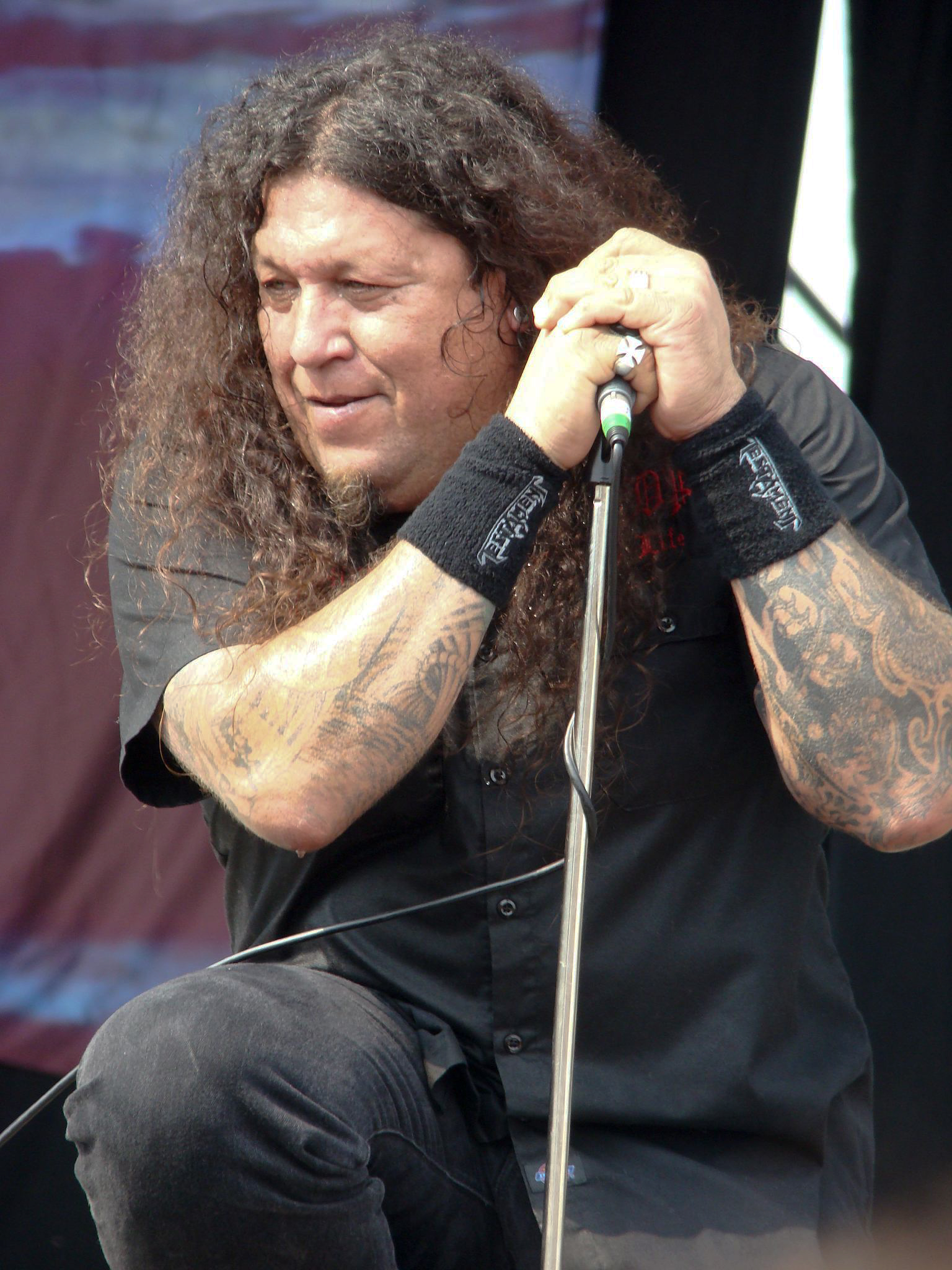
Chuck Billy al Sweden Rock Festival, 2008

### Con i Testament

#### Album in studio
- 1987 - The Legacy
- 1988 - The New Order
- 1989 - Practice What You Preach
- 1990 - Souls of Black
- 1992 - The Ritual
- 1994 - Low
- 1997 - Demonic
- 1999 - The Gathering
- 2008 - The Formation of Damnation
- 2012 - The Dark Roots of Earth
- 2016 - Brotherhood of the Snake
- 2020 - Titans of Creation

#### Album dal vivo
- 1995 - Dark Roots of Thrash
- 2005 - Live in London
- 2013 - Live at the Fillmore

### Con i Dublin Death Patrol
- 2007 - DDP 4 Life
- 2012 - Death Sentence

### Collaborazioni
- 1989 - Mordred - Fool's Game (cori)
- 1990 - Artisti Vari - Metalshop - Radio's Weekly Metal Magazine (Week Of November 2, 1990) (voce nel brano "Outcue To Ads")
- 1996 - James Murphy - Convergence (voce nel brano "Touching The Earth")
- 1997 - Artisti Vari - A Tribute to Judas Priest Legends of Metal Vol. 1 (voce nel brano "Rapid Fire" con i Testament)
- 1998 - Stuck Mojo - Rising (voce nel brano "Back In The Saddle")
- 1999 - James Murphy - Feeding the Machine (voce nel brano "No One Can Tell You")
- 2000 - Artisti Vari - Metallic Assault: A Tribute to Metallica (voce nel brano "Seek & Destroy" assieme a Jake E. Lee, Jimmy Bain e Aynsley Dunbar)
- 2004 - Artisti Vari - Metallic Attack: The Ultimate Tribute (voce nel brano "Holier Than Thou" con Marco Mendoza, Eric Singer e Alex Skolnick)
- 2005 - Artisti Vari - Numbers from the Beast: An All Star Salute to Iron Maiden (voce nel brano "Fear Of The Dark" assieme a Ricky Phillips, Mikkey Dee e Craig Goldy
- 2008 - Jake E. Lee - Runnin' With The Devil (voce nel brano "Seek & Destroy")
- 2008 - Stormchaser - Light This City (voce nel brano "Firehaven")
- 2009 - Susperia - Attitude (voce nel brano "Live My Dreams")
- 2010 - Forbidden - Omega Wave (cori nel brano "Overthrow")
- 2011 - Artisti Vari - We Wish You a Metal Xmas and a Headbanging New Year (voce nel brano "Silent Night" assieme a Scott Ian, Jon Donais, Chris Wyse e John Tempesta)
- 2011 - Sadus - Out for Blood (voce nel brano "Crazy")
- 2013 - Artisti Vari - Thriller: A Metal Tribute To Michael Jackson (voce nel brano "Thriller")
- 2014 - Exodus - Blood In, Blood Out (voce nel brano "BTK")
- 2014 - The Haunted - Exit Wounds (voce nel brano "Trend Killer")
- 2015 - Artisti Vari - Randy Rhoads Remembered Volume 1 (voce nel brano "Mr. Crowley")
- 2015 - Metal Allegiance - Metal Allegiance (voce nei brani Can't Kill the Devil e We Rock)
- 2018 - Doro - Forever Warriors, Forever United (voce nel brano "All for Metal")
- 2019 - Mark Morton - Anesthetic (voce nel brano "The Never")
- 2019 - Killswitch Engage - Atonement (voce nel brano "The Crownless King")
- 2019 - Walls Of Blood - Imperium (voce nel brano "Waiting To Die")